# Paul Nicklen

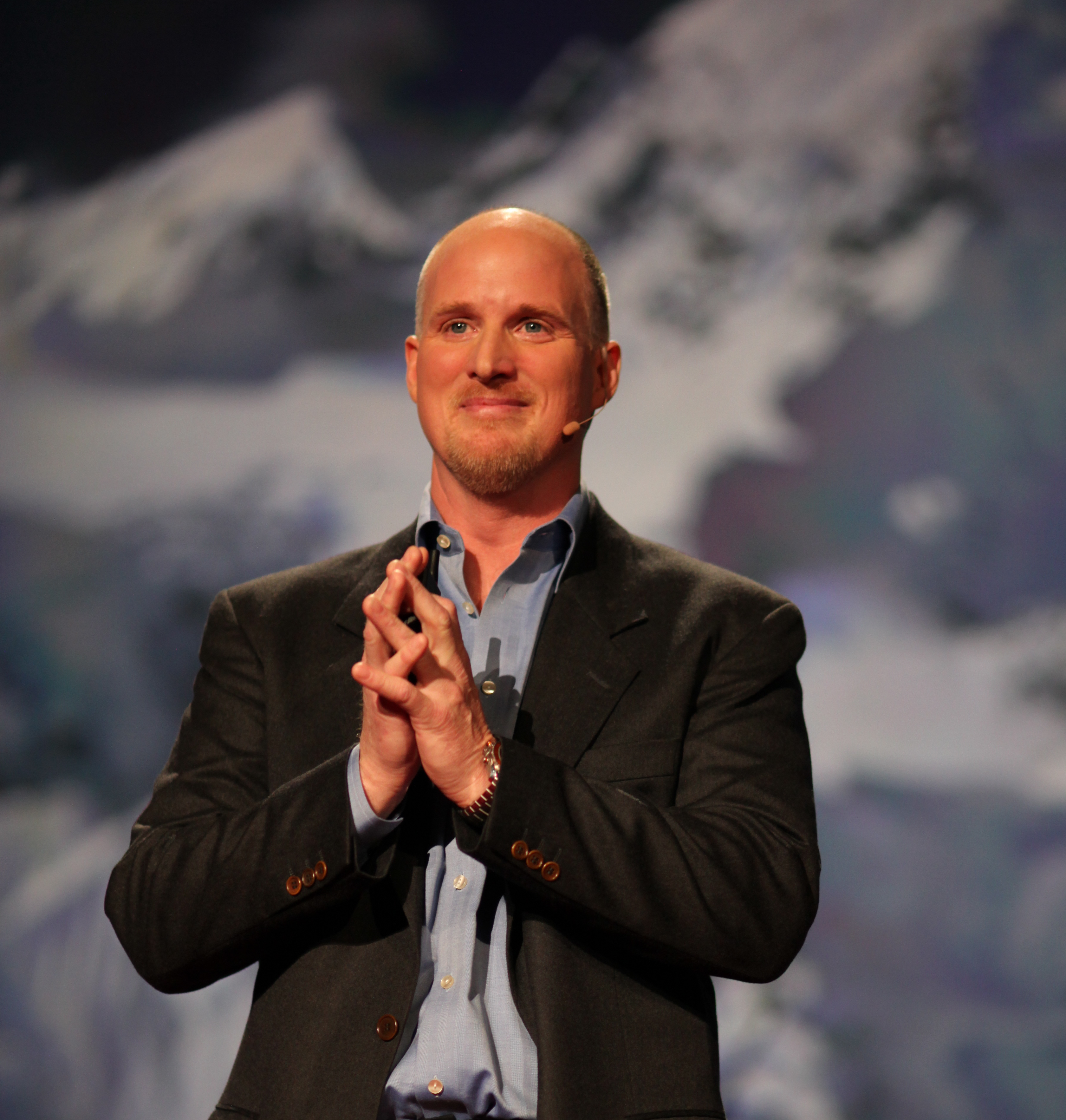
Paul Nicklen (2011)

Paul Nicklen (* 21. Juli 1968) ist ein kanadischer Fotograf, Filmemacher und Meeresbiologe. 

## Leben
Nicklen wuchs in der Gemeinde Kimmirut auf Baffin Island im Norden Kanadas als Sohn einer Lehrerin und eines Mechanikers auf. Nach seinem Bachelor of Science an der University of Victoria arbeitete er vier Jahre als Biologe in Nord-Kanada und ab 1994 hauptberuflich als Fotograf.
Sein Spezialgebiet sind die Unterwasserwelten der Polarregionen, er arbeitete mehrmals für National Geographic. Nicklen gewann über 20 internationale Preise, darunter den Wildlife Photographer of the Year sowie sechs Preise von World Press Photo. Das Magazin National Geographic wählte eine Unterwasseraufnahme Nicklens aus dem Jahr 2006 zu einer der 21 eindringlichsten  Aufnahmen des 21. Jahrhunderts. Die Zeit bezeichnet Nicklen als einen der berühmtesten Tierfotografen.

## Engagement
Nicklen ist zusammen mit seiner Lebensgefährtin Cristina Mittermeier Gründer der Umweltorganisation SeaLegacy.

## Veröffentlichungen (Auswahl)
- Seasons of the Arctic. Greystone Books, Canada 2002, ISBN 978-1550547306.
- Polarwelten. National Geographic, 2011, ISBN 978-3-86690-219-0.
- Bear: Spirit of the Wild. National Geographic, Washington 2013,  ISBN 978-1426211768.
- Born to Ice. teNeues, Kempen 2018, ISBN 978-3-96171-123-9.

## Preise (Auswahl)
- 2004, 2006, 2007, 2010: Erster Preis von World Press Photo, Kategorie „Nature Stories“[11][12][13][14]
- 2012: Wildlife Photographer of the Year[6][15]